# Miya Satō
Miya Satō (佐藤 美弥, Satō Miya) est une joueuse de volley-ball japonaise née le 7 mars 1990 à Akita (Préfecture d'Akita). Elle mesure 1,75 m et joue au poste de passeuse. 

## Palmarès

### Équipe nationale
- Championnat d'Asie et d'Océanie
  - Vainqueur : 2017.

### Clubs
- V.Challenge Ligue
  - Finaliste : 2013.
- Coupe de l'impératrice
  - Finaliste : 2014, 2016.
- V Première Ligue
  - Finaliste : 2016.
- Tournoi de Kurowashiki
  - Finaliste : 2017.